# Långgärde
Långgärde är en by i Harbo socken, Heby kommun.
Långgärde omtalas i dokument i Svante Stures jordebok från 1561–1565 ("Långgerdett") och anges då som ett torpställe under Kvarsta frälsegårdar. Från 1700-talet räknas Långgärde som 1/4 mantal frälse. Det har aldrig funnits mer än en gård vid Långgärde, men flera torp, bland annat låg soldattorpet för soldaten 337 med soldatnamnet Åhl i början av 1700-talet här i Långgärde. Fastigheten Asplunda avstyckades från Långgärde på 1940-talet. Direkt i anslutning till nuvarande gård ligger ett gravfält, som dock troligen inte har någon koppling till nuvarande bebyggelse. I samband med att gravar skadats i början av 1960-talet påträffades pilspetsar och brända ben i dessa. Namnet syftar troligen på det byn långsträckta gärde som sträcker sig från gården mot nordväst, som finns utmärkt redan på de äldsta lantmäterikartorna från 1600-talet.